# Từ địa tầng

Các đảo cực địa từ và thang địa thời từ 5 triệu năm đến nay.

Từ địa tầng (tiếng Anh: Magnetostratigraphy) hay địa tầng từ tính là một bộ phận của địa tầng học kết hợp với địa vật lý sử dụng kỹ thuật tương quan để định tuổi cho trầm tích và đá núi lửa dựa theo đặc tính từ hóa dư của các khoáng vật từ tính trong đá .
Nghiên cứu từ địa tầng gắn liền với nghiên cứu cổ địa từ vì sự liên hệ chặt chẽ của chúng với nhau. Chúng được tập hợp và phân tích trong tiến trình đảo cực địa từ (Geomagnetic Polarity Time Scale) và liên kết với niên đại địa chất từ kỷ Jura đến nay.

## Cơ sở phương pháp
Phương pháp này hoạt động bằng cách thu thập các mẫu đá có định hướng ở thực địa. Các mẫu được phân tích để xác định đặc tính từ hóa dư (ChRM), còn được gọi là từ hóa dư tự nhiên để nhấn mạnh nguồn gốc tự nhiên của nó.
Từ hóa dư này chốt giữ hướng và cường độ của từ trường Trái Đất trong giai đoạn nhất định của quá trình hình thành đất đá có khoáng vật từ tính đó.
Vì các xáo trộn có thể xảy ra sau khi từ trường được chốt giữ, như phản ứng oxy hóa hay hoạt động kiến tạo, các định hướng theo từ trường Trái Đất không phải luôn luôn được ghi chép chính xác, và cũng không nhất thiết ghi chép được bảo tồn. Việc nghiên cứu sẽ phải phân định ra những yếu tố nào xảy ra trong thời kỳ nào.

### Từ hóa dư nhiệt
Từ hóa dư nhiệt (Thermoremanent magnetization, TRM) là trường hợp phổ biến nhất. Các khoáng vật oxit sắt-titan trong bazan và các loại đá núi lửa chốt lại hướng và cường độ của từ trường Trái Đất khi đá nguội qua nhiệt độ Curie của chúng. Hầu hết bazan và gabro kết tinh hoàn toàn ở trên 900 °C, còn nhiệt độ Curie của magnetit khoảng 580 °C.

### Từ hóa dư mảnh vụn
Từ hóa dư mảnh vụn (Detrital remanent magnetization, DRM) là trường hợp các mảnh vụn hạt từ tính trong trầm tích được định hướng theo từ trường Trái Đất trong hoặc ngay sau khi lắng đọng.
Quá trình phong hóa đá dẫn đến giải phóng các khoáng vật từ tính, như ilmenit. Chúng trôi nổi rồi lắng trong các sa khoáng như đang có tại nhiều vùng bờ biển Việt Nam. Định hướng xảy ra lúc lắng đọng gọi là Depositional DRM (dDRM), còn định hướng xảy ra sau lắng đọng gọi là Post-depositional DRM (pDRM).

### Từ hóa dư hóa học
Từ hóa dư hóa học (Chemical remanent magnetization, CRM) xảy ra trong quá trình biến chất hay phong hóa đá khi các phản ứng hóa học tạo ra khoáng vật từ tính, ghi lại hướng của từ trường Trái Đất tại thời kỳ hình thành của chúng. Phổ biến nhất là sự hình thành hematit, một loại oxyt sắt, có thể tập trung và tạo ra mỏ sắt, hoặc phân tán như trong đất đỏ (Redbeds) và các loại sa thạch màu đỏ.

### Từ hóa dư hóa sinh
Có một dạng đặc biệt là một số vi khuẩn nhóm Magnetotactic bacteria có cấu trúc màng kín giàu chất sắt trong tế bào chất tạo ra magnetosome chứa vài chục hạt cỡ 0,1 μm của magnetit FeIII2FeIIO4 hoặc greigit FeIII2FeIIS4 được bao bọc bởi một lớp lipid kép. Trong điều kiện cổ sinh thuận lợi, các tập đoàn vi khuẩn này phát triển mạnh và để lại các hạt từ tính sinh học này lắng đọng trong trầm tích. (Những côn trùng như ong cũng dùng magnetosome để định hướng, nhưng không có được tập đoàn lớn như vi khuẩn để tạo hóa thạch.)
Chúng có nguồn gốc sinh học (Biomagnetism), và có mặt trong trầm tích theo cơ chế mảnh vụn - lắng đọng. Chúng không đủ tạo ra dị thường từ trong đất đá, nhưng là dấu vết lưu giữ cổ từ trường quan trọng trong nghiên cứu.

## Đối tượng nghiên cứu
- Thạch quyển
- Trái Đất